# 同兴镇 (岳池县)
同兴镇，是中华人民共和国四川省广安市岳池县下辖的一个乡镇级行政单位。

## 行政区划
同兴镇下辖以下地区：
果兴社区、沙坝村、尹家坝村、罗家沟村、李坝村、齐福寨村、韩坡坳村、元庚塘村、大石村、蒲家沟村、安家沟村、袁家店村和茶盘村。